# Сарозеро (озеро, бассейн Тянуксы)
Сарозеро — пресноводное озеро на территории Винницкого сельского поселения Подпорожского района Ленинградской области.

## Общие сведения
Площадь озера — 0,8 км², площадь водосборного бассейна — 3,24 км². Располагается на высоте 184,5 метров над уровнем моря.
Форма озера неправильная треугольная. Берега каменисто-песчаные, преимущественно возвышенные.
Из юго-западной оконечности Сарозера вытекает безымянный водоток, который, протекая через ряд проток и озёр, впадает в ручей Кодый, который, в свою очередь, впадает в реку Вадожку. Вадожка впадает в реку Тянуксу, впадающую в Оять, левый приток Свири.
По центру озера расположен один относительно крупный (по масштабам водоёма) остров без названия.
Населённые пункты и автодороги вблизи водоёма отсутствуют.
Код объекта в государственном водном реестре — 01040100811102000015845.